# ليزلي جوزيف
ليزلي جوزيف (بالإنجليزية: Lesley Joseph)‏ هي مقدمة تلفزيونية وممثلة بريطانية، ولدت في 14 أكتوبر 1945 في حي هكني في لندن في المملكة المتحدة.

## وصلات خارجية
- ليزلي جوزيف على موقع IMDb (الإنجليزية)
- ليزلي جوزيف على موقع ديسكوغز (الإنجليزية)
- ليزلي جوزيف على موقع قاعدة بيانات الفيلم (الإنجليزية)